# River Gurara (schip, 1980)
De River Gurara was een 175 meter lang Nigeriaans vrachtschip dat in de nacht van 26 februari 1989 is vergaan voor de kust van Sesimbra in Portugal. Wegens een defect aan de motor werd het schip gedwongen om het anker uit te werpen, maar door het slechte weer kwam ze uiteindelijk toch tegen de rotsen van Kaap Espichel terecht.
De River Gurara werd in 1980 gebouwd, en voer onder Nigeriaanse vlag.
Het wrak ligt op een diepte van ongeveer 30 meter, en is tegenwoordig een populaire duikstek.